# Simulium spinibranchium
Simulium spinibranchium är en tvåvingeart som beskrevs av Lutz 1910. Simulium spinibranchium ingår i släktet Simulium och familjen knott. Inga underarter finns listade i Catalogue of Life.